# Tatort: Kleine Herzen
Kleine Herzen ist ein Fernsehfilm aus der Krimireihe Tatort. Für die Kommissare Ivo Batic, dargestellt von Miroslav Nemec und Franz Leitmayr, alias Udo Wachtveitl ist es ihr 48. Fall. Der vom Bayerischen Rundfunk produzierte Beitrag wurde am 16. Dezember 2007 im Ersten Programm der ARD erstgesendet.

## Handlung
Die junge Anne Kempf hat einen vierjährigen Sohn, um dessen Versorgung und Erziehung sie sich so gut wie allein kümmern muss, da der Vater des Kindes, der 18 Jahre alte Marc Sommer, nur wenig Interesse an seinem Sohn zeigt. Marcs Schwester Kathrin macht Anne immer wieder Vorwürfe, dass sie sich nicht ausreichend um das Kind kümmern würde. So auch wieder an diesem Tag, an dem sie sich mit der jungen Frau im Park trifft. Zwischen den beiden kommt es zu einem heftigen Streit, den Anne beendet, indem sie Kathrin einen Stoß versetzt, so dass sie einen kleinen Abhang hinunter in ein Gebüsch fällt. Anne schwingt sich auf ihr Rad und fährt nach Hause zu ihrem Sohn.
Am gleichen Abend wird Kathrin Sommer von zwei jungen Mädchen tot aufgefunden. Sie ist mit dem Kopf gegen einen Stein geschlagen. Die Kommissare Ivo Batic und Franz Leitmayr werden gerufen. Es ist der erste Fall, den sie ohne ihren Kollegen Carlo Menzinger bearbeiten müssen, der eine hohe Erbschaft erhalten und sich aus dem Berufsleben zurückgezogen hat und nun in Thailand lebt. Die Schlüssel der Toten führen zur Wohnung ihres verwitweten Vaters, der sie auf dem gezeigten Foto als seine Tochter identifiziert. Als die Kommissare mit Annes Eltern, deren Wohnungsschlüssel ebenfalls in Kathrins Besitz waren, sprechen, erfahren sie, dass Kathrin sich oft um den Sohn von Anne gekümmert habe. Sie wurde mit 14 Jahren, als sie noch zur Schule ging, von Kathrins Bruder Marc schwanger. Niemand habe zuerst etwas von Annes Schwangerschaft bemerkt, bis es für eine Abtreibung zu spät gewesen sei. Eigentlich habe das Kind niemand gewollt.
Es sieht so aus, als wäre Kathrin von jemandem gestoßen worden, da sie je ein Hämatom am Brustbein und am Oberarm aufweist. Als Batic Anne vom Tod Kathrins erzählt, meint sie nur, wie man sich bei einem Stoß denn so verletzen könne und dass sie nicht verstehe, wie man so dumm fallen könne. Von dem Gespräch zwischen Kathrin und ihr erzählt sie nichts. Auf Kathrins Handy findet man eine SMS von Marc: „Lass mich endlich in Ruhe!!!! Ich meine es ernst.“ Darauf angesprochen meint Marc, seine Schwester habe sich ständig eingemischt, habe ’rumkontrolliert, sie habe sich ständig um Tim gesorgt, was er mache, wo er sei, ob er schon gegessen habe. Er sei gestern Abend beim Fußball gewesen, seine Jungs hätten ein Spiel gehabt, außerdem verdiene er damit sein Geld. Als die Beamten herausbekommen, dass Anne kurz vor Kathrins Sturz noch Kontakt mit der jungen Frau hatte und fragen, warum sie das nicht gesagt hätte, meint sie nur, dass sie morgens um 4.00 Uhr aufstehe, dann Zeitungen austrage, anschließend putzen gehe und dann im Supermarkt arbeite und dann sei da ja auch noch ihr Sohn Tim, da könne man ja wohl mal etwas vergessen.
Als Hannes, ein junger Kollege aus dem Supermarkt, Anne fragt, ob sie am Abend etwas mit ihm trinken gehen würde, ist sie überrascht, stimmt dann aber freudig zu. Frau Glück, die sich oft um Tim kümmert, meint dann aber zu Annes Verärgerung, sie könne an diesem Abend nicht auf den Jungen aufpassen, Anne müsse vorausschauender planen. Als Tim dann auch noch im Bus Ärger macht, ist die junge Mutter zunehmend genervt. Als sie mit dem Jungen aussteigt, läuft er fast vor ein Auto. Anne geht mit ihrem Sohn zum Haus der alten Frau Blum, bei der sie putzt. Die alte Dame ist für eine Woche verreist und Anne soll sich um die Topfpflanzen kümmern. Als Tim dort eine Porzellanfigur zerbricht, schließt Anne ihn in einem Zimmer ein. Sie verlässt das Haus und trifft sich zu einem unbeschwerten Abend mit ihrem Kollegen Hannes. Später läuft sie ziellos durch die Stadt. Überall sieht sie junge Menschen, küssend, schmusend, fröhlich und scheinbar unbeschwert. Sie macht keine Anstalten, zu ihrem Sohn zurückzugehen. Als morgens die Straßenreinigung kommt, sitzt sie vor einem Café, das noch nicht geöffnet hat.
Im Zuge ihrer Ermittlungen erfahren die Beamten, dass Marc außer zu seinem Sohn auch großen Abstand zu Anne hält. Auch zu seiner Schwester hatte er kaum Kontakt. Er ist ein guter Schüler und trainiert eine Jugendmannschaft. Kathrin hat Pädagogik und Geschichte auf Lehramt studiert. In Tims Erziehung hat sie sich laufend eingemischt und wusste einfach immer alles besser. In Marcs Zimmer fällt den Beamten ein Plakat auf, das auf das Konzert von „Franz Friedrich“ verweist. Marc war, ebenso wie die Mädchen, die Kathrin gefunden haben, bei diesem Konzert, allerdings erst eine halbe Stunde zu spät. Der junge Mann hat sich an der Stanford University in Kalifornien beworben und ein Stipendium erhalten. Gerade als er seine Zusage einwerfen will, wird er von Batic und Leitmayr überrascht. Als er davonlaufen will, verliert er seinen Brief. Er sei an der Stelle, wo Kathrin umgekommen sei, nur vorbeigefahren, Anne sei dort gewesen. Kathrin habe das mit seinem Stipendium herausbekommen und gewollt, dass er absage. Sie habe ihm Vorwürfe gemacht, dass er nicht einfach so abhauen könne. Er habe nicht gesagt, dass er Anne dort gesehen habe, weil er sich um Tim kümmern müsse, falls Anne ins Gefängnis käme. Entgeistert bemerkt Batic: „Der Tod ihrer Schwester ist ihnen egal. Hauptsache Tim kommt nicht zu ihnen?“ Marc meint, das Stipendium sei doch seine einzige Chance aus dem ganzen Scheiß hier herauszukommen.
Der eingeschlossene Tim, der zunehmend verängstigter auf seine Situation reagiert, schlürft Wasser aus der Blumengießkanne. Als er später versucht, an ein Bonbonglas zu gelangen, fällt der Fernseher herunter. Wiederum eine ganze Zeit später kommt er auf die Idee, Kontakt mit der Außenwelt übers Telefon aufzunehmen. Er berichtet dem Teilnehmer der zufällig gewählten Nummer, dass er zu seiner Mama wolle, sie sei weg. Er habe Durst und sei ganz allein. Auf Nachfrage ergänzt er, dass es draußen regne. Batic und Leitmayr, die Anne gerade in ihrer Wohnung befragen, hören die Radiodurchsage mit Tims Hilferuf. Ihr verzweifelter Versuch, die junge Mutter dazu zu bringen, ihnen zu sagen, wo Tim ist, erreicht die junge Frau nicht. Sie betet alles herunter, woran ihr Sohn sie hindere. Er sei weg, einfach weg, behauptet dann, er sei überfahren worden, und meint etwas später, wenn er allein sei, mache ihm das nichts aus. Batic konfrontiert Anne mit der Leiche von Kathrin. Sie solle sich das genau ansehen, das sei der Tod, von dem es kein Zurück mehr gäbe. Leitmayr hat inzwischen in Erfahrung gebracht, wo in München es gerade regnet. Im Haus der alten Frau Blum findet er Tim. Der Junge schläft. Als er ihn auf seinen Armen nach draußen trägt, erscheint Batic mit Anne, die immer noch kaum eine Regung zeigt.

## Hintergrund
Der Radiosprecher, der Tims „Hilfeschrei“ verliest, ist Dominik Pöll von Bayern 3, früher Mr. NetRadio.

## Rezeption

### Kritiken
„Mord und Täter stehen von Anfang an fest, und trotzdem ist man als Zuschauer komplett in den Bann gezogen von dem Fall. Das liegt vor allem an den fabelhaften Hauptdarstellern, die vor Teilen ihres Lebens komplett kapitulieren, Janina Stopper als Anne Kempf, Max Mauff als Marc Sommer und Felix von Opel als Tim, als Nervensäge und Energiebündel, dem seine Mutter nicht gewachsen ist. […] Ein Einzelschicksal, symptomatisch für den Zustand unserer Gesellschaft – eine großartige ‚Tatort‘-Folge.“

„Ein ‚Tatort‘ ohne Whodunit-Spannung, der dennoch fesselt durch seinen Wettlauf mit der Zeit. Die Kommissare halten sich angenehm zurück. Ein Ausnahme-‚Tatort‘ mit Ausnahme-Talent Janina Stopper!“

### Einschaltquoten
Die Erstausstrahlung von Kleine Herzen am 16. Dezember 2007 wurde in Deutschland von 7,65 Millionen Zuschauern gesehen und erreichte einen Marktanteil von 21,1 % für Das Erste.

### Auszeichnungen
Janina Stopper erhielt 2008 den Nachwuchsförderpreis des Bayerischen Fernsehpreises und den New Faces Award für ihre Darstellung der minderjährigen Mutter Anne Kempf.
Der Tatort Kleine Herzen wurde für den 44. Adolf-Grimme-Preis 2008 nominiert.